# 翅茎茜草
翅茎茜草（学名：Rubia pterygocaulis）为茜草科茜草属下的一个种。

## 扩展阅读
- 維基物種上的相關：翅茎茜草